# 17. Kanadisches Kabinett
Das 17. Kanadische Kabinett (engl. 17th Canadian Ministry, franz. 17e conseil des ministres du Canada) regierte Kanada vom 15. November 1948 bis zum 21. Juni 1957. Dieses von Premierminister Louis Saint-Laurent angeführte Kabinett bestand aus Mitgliedern der Liberalen Partei.

## Minister
| Amt                                                               | Name | Zeitraum |
| ----------------------------------------------------------------- | --- | --- |
| Premierminister                                                   | Louis Saint-Laurent                                                                                      | 15. November 1948 – 21. Juni 1957 |
| Außenminister                                                     | Lester Pearson                                                                                           | 15. November 1948 – 21. Juni 1957 |
| Justizminister und Attorney General                               | Stuart Garson                                                                                            | 15. November 1948 – 21. Juni 1957 |
| Verteidigungsminister                                             | Brooke Claxton Ralph Campney                                                                             | 15. November 1948 – 30. Juni 1954 1. Juli 1954 – 21. Juni 1957 |
| Finanzminister und Schatzmeister                                  | Douglas Abbott Walter Harris                                                                             | 15. November 1948 – 30. Juni 1954 1. Juli 1954 – 21. Juni 1957 |
| Minister für nationale Einkünfte                                  | James Joseph McCann                                                                                      | 15. November 1948 – 21. Juni 1957 |
| Verkehrsminister                                                  | Lionel Chevrier George Carlyle Marler                                                                    | 15. November 1948 – 30. Juni 1954 1. Juli 1954 – 21. Juni 1957 |
| Arbeitsminister                                                   | Humphrey Mitchell Paul Joseph James Martin (geschäftsführend) Milton Fowler Gregg                        | 15. November 1948 – 2. August 1950 3. August 1950 – 6. August 1950 7. August 1950 – 21. Juni 1957 |
| Minister für nationale Gesundheit und Wohlfahrt                   | Paul Joseph James Martin                                                                                 | 15. November 1948 – 21. Juni 1957 |
| Landwirtschaftsminister                                           | James Garfield Gardiner                                                                                  | 15. November 1948 – 21. Juni 1957 |
| Fischereiminister                                                 | Robert Mayhew James Sinclair                                                                             | 15. November 1948 – 14. Oktober 1952 15. Oktober 1952 – 21. Juni 1957 |
| Handels- und Gewerbeminister                                      | Clarence Decatur Howe                                                                                    | 15. November 1948 – 21. Juni 1957 |
| Minister für Verteidigungsproduktion                              | Clarence Decatur Howe                                                                                    | 1. April 1951 – 21. Juni 1957 |
| Minister für Wiederaufbau und Versorgung                          | Robert Winters                                                                                           | 15. November 1948 – 17. Januar 1950 |
| Minister für Ressourcen und Entwicklung                           | Robert Winters Jean Lesage                                                                               | 15. November 1948 – 16. September 1953 17. September 1953 – 15. Dezember 1953 |
| Minister für Bergbau und Ressourcen                               | James Angus MacKinnon Colin W. G. Gibson                                                                 | 15. November 1948 – 31. März 1949 1. April 1949 – 17. Januar 1950 |
| Minister für Bergbau und technische Begutachtung                  | James Joseph McCann                                                                                      | 18. Januar 1950 – 12. Dezember 1950 13. Dezember 1950 – 21. Juni 1957 |
| Minister für die Entwicklung des Nordens und nationale Ressourcen | Jean Lesage                                                                                              | 16. Dezember 1953 – 21. Juni 1957 |
| Postminister                                                      | Ernest Bertrand vakant Édouard Rinfret Alcide Côté vakant Roch Pinard (geschäftsführend) Hugues Lapointe | 15. November 1948 – 23. August 1949 24. August 1949 25. August 1949 – 12. Februar 1952 13. Februar 1952 – 7. August 1955 8. August 1955 – 15. August 1955 16. August 1955 – 2. November 1955 3. November 1955 – 21. Juni 1957 |
| Minister für staatliche Bauvorhaben                               | Alphonse Fournier Walter Harris Robert Winters                                                           | 15. November 1948 – 11. Juni 1953 12. Juni 1953 – 16. September 1953 17. September 1953 – 21. Juni 1957 |
| Staatsbürgerschafts- und Einwanderungsminister                    | Walter Harris John Pickersgill                                                                           | 18. Januar 1950 – 30. Juni 1954 1. Juli 1954 – 21. Juni 1957 |
| Minister für Veteranenangelegenheiten                             | Milton Fowler Gregg Hugues Lapointe                                                                      | 15. November 1948 – 6. August 1950 7. August 1950 – 21. Juni 1957 |
| Beigeordneter Verteidigungsminister                               | vakant Ralph Campney vakant Paul Hellyer                                                                 | 11. Februar 1953 12. Februar 1953 – 30. Juni 1954 1. Juli 1954 – 25. April 1957 26. April 1957 – 21. Juni 1957 |
| Staatssekretär für Kanada und Regierungskanzlist                  | Colin W. G. Gibson Frederick Gordon Bradley John Pickersgill Roch Pinard                                 | 15. November 1948 – 31. März 1949 1. April 1949 – 11. Juni 1953 12. Juni 1953 – 30. Juni 1954 1. Juli 1954 – 21. Juni 1957 |
| Präsident des Kronrates                                           | Louis Saint-Laurent Lionel Chevrier                                                                      | 15. November 1948 – 24. April 1957 25. April 1957 – 21. Juni 1957 |
| Solicitor General                                                 | Joseph Jean vakant Hugues Lapointe Stuart Garson Ralph Campney William Ross Macdonald                    | 15. November 1948 – 23. August 1949 24. August 1949 25. August 1949 – 6. August 1950 7. August 1950 – 14. Oktober 1952 15. Oktober 1952 – 11. Januar 1954 12. Januar 1954 – 21. Juni 1957                                     |
| Minister ohne Geschäftsbereich                                    | Wishart McLea Robertson James Angus MacKinnon William Ross Macdonald                                     | 15. November 1948 – 13. Oktober 1953 1. April 1949 – 13. Dezember 1950 14. Oktober 1953 – 11. Januar 1954 |